# Келси Серва
Келси Серва или още Келси Серуа (на английски: Kelsey Serwa) е канадска състезателка по ски крос. Родена на 1 октомври 1989 година в Келоуна, Британска Колумбия, Канада. Олимпийска шампионка от 2018 в Пьонгчанг, Южна Корея.
Трета в световната рангклиста по ски крос за сезон 2017/18 

## Успехи
Олимпийски игри:
- Шампион (1): 2018 в Пьонгчанг
  -  Сребърен медал (1): 2014 в Сочи

Световно първенство:
- Шампион (1): 2017, в Дийр Вали

Световна купа:
- 3 място в генералното класиране (2): 2009, 2011

## Участия на зимни олимпийски игри
| Олимпийски игри            | Място     | Държава    | дисциплина    | класиране |
| -------------------------- | --------- | ---------- | ------------- | --------- |
| Зимни олимпийски игри 2014 | Сочи      | Русия      | свободен стил | Сребро    |
| Зимни олимпийски игри 2018 | Пьонгчанг | Южна Корея | свободен стил | Злато     |

| Олимпийски игри            | Място     | Държава    | дисциплина    | класиране |
| -------------------------- | --------- | ---------- | ------------- | --------- |
| Зимни олимпийски игри 2014 | Сочи      | Русия      | свободен стил | Сребро    |
| Зимни олимпийски игри 2018 | Пьонгчанг | Южна Корея | свободен стил |           |